# Вершины Джангы
Вершины Джангы или Вершина Джангы — озеро в Таймырском районе Красноярского края России. Располагается на высоте около 470 метров над уровнем моря. Представляет собой небольшой пресноводный водоём в скальной котловине размером около 1 км на 350 м, находящийся в западных острогах плато Путорана между северо-восточной оконечностью хребта Валёк и безымянными вершинами 722,2 и 714,2 м. Озеро имеет форму, вытянутую с северо-запада на юго-восток.
В озеро впадает два ручья, в северной части вытекает река Джангы, по которой озеро получило своё название.